# Isleornsay
Isleornsay (Schots-Gaelisch: Eilean Iarmain) is een dorp in de Schotse lieutenancy Ross and Cromarty in het raadsgebied Highland op het eiland Skye.

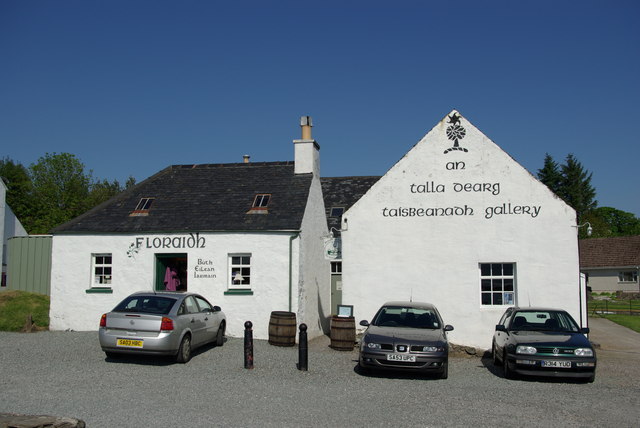
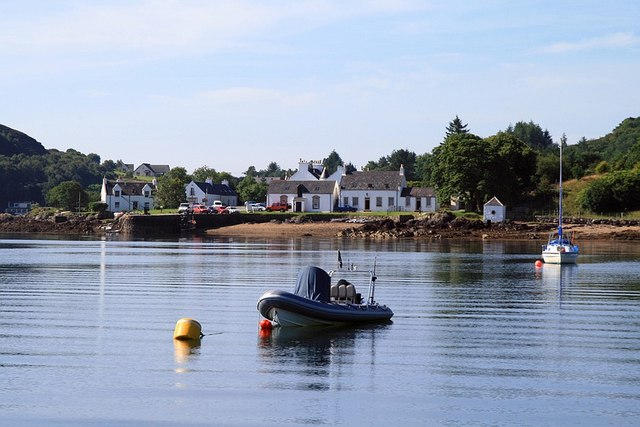